# Pelemsari
Pelemsari is een bestuurslaag in het regentschap Rembang van de provincie Midden-Java, Indonesië. Pelemsari telt 1469 inwoners (volkstelling 2010).